# Rascló de Platen
El rascló de Platen (Aramidopsis plateni) és una espècie d'ocell de la família dels ràl·lids (Rallidae) i única espècie del gènere Aramidopsis. Habita el bosc humit de les muntanyes de Sulawesi.